# پارک هیوادای

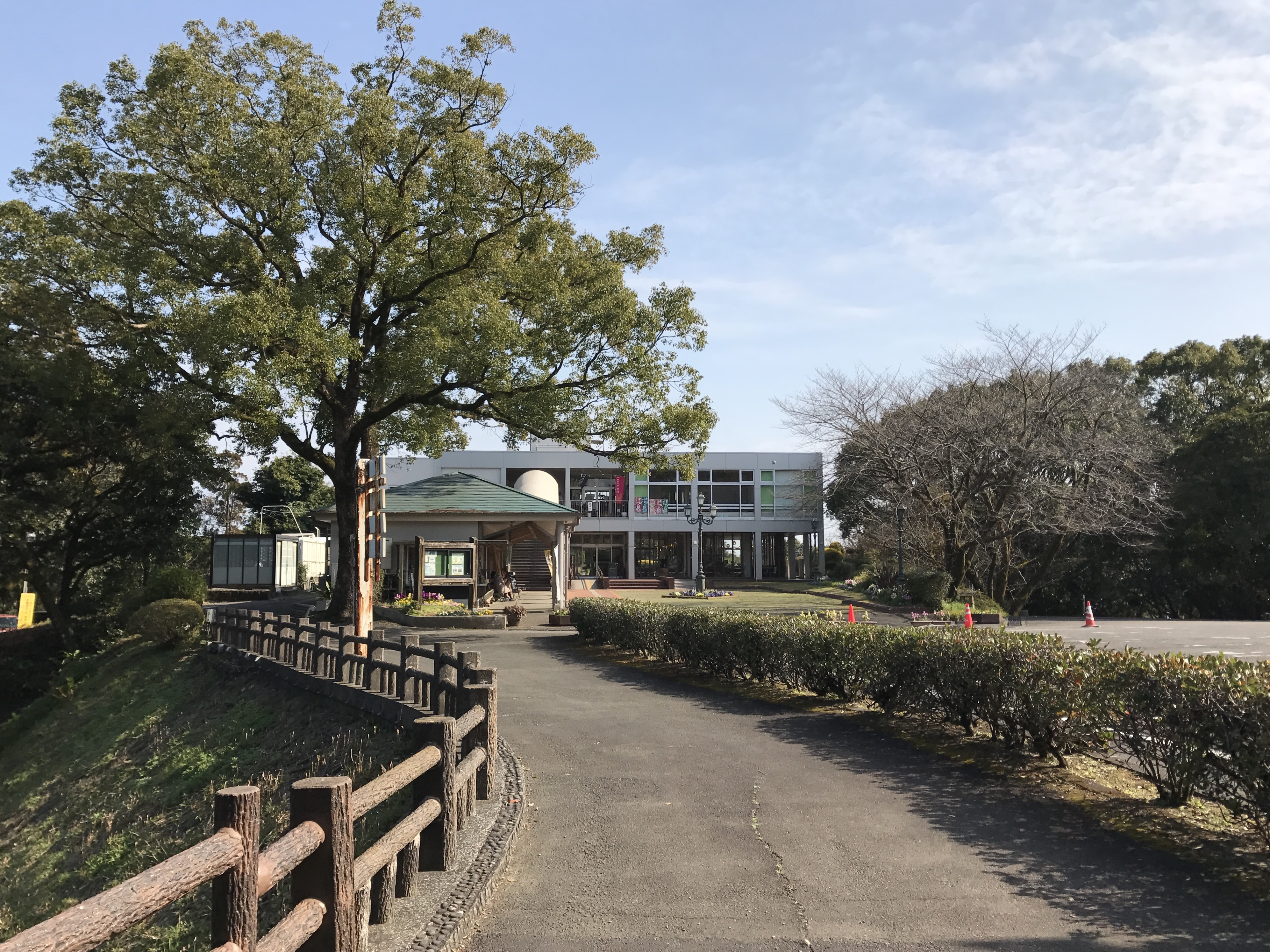
نمایی از خانه استراحت پارک هیوادای

پارک هیوادای (انگلیسی: Heiwadai Park) یا پارک صلح میازاکی یک پارک شهرداری در میازاکی در جزیره کیوشو ژاپن است. برج صلح این پارک یک مقصد محبوب ماه عسل برای زوج‌های ژاپنی است که به دلیل جایگاه خود در تاریخ ژاپن بحث و جدال ایجاد کرده‌است.

## برج صلح
برج ۳۶ متری (۱۱۸ فوت) این پارک در سال ۱۹۴۰ ساخته شد تا یادبود اولین امپراتور ژاپن، جینمو باشد. نام اصلی برج هاکو ایچیو بود، به معنی «هشت منطقه جهان زیر یک سقف»، که شعار ارتش امپراتوری ژاپن بد. این برج توسط جیتسوزو هیناگو طراحی شده‌است. این برج با هزینه ۶۷۰٬۰۰۰ ین ایجاد شده‌است. پس از شکست ژاپن در جنگ جهانی نام برج به برج صلح تغییر پیدا کرد.
برج از آنجا که بسیاری از شهروندان ژاپنی تعجب می‌کنند چگونه ساختاری که به‌طور خاص برای نشان دادن قدرت ژاپنی‌ها در طی یک دوره فتح ایجاد شده‌است، اکنون می‌تواند نمادی برای صلح باشد، محل اختلافات بوده‌است. دیگر بازماندگان آن دوره بیان کردند که این برج اجازه می‌دهد تا وحشت جنگ به نسل‌های بعدی منتقل شود.